# Транг (провинция)
Транг (тайск. ตรัง) — провинция на юге Таиланда, расположена на западном побережье полуострова Малакка. Граничит с провинциями: Краби, Накхонситхаммарат, Пхаттхалунг и Сатун.

## География
Провинция расположена на побережье Андаманского моря, кроме материковой части включает в себя также 46 островов. Большая часть территории покрытая холмами, доля равнин незначительна. Две главные реки провинции: Транг и Палиан берут начало в горах Накхонситхаммарат. Береговая линия провинции составляет 119 км. Побережье славится множеством красивых островов, а восточные горные районы провинции — водопадами, пещерами и нетронутыми джунглями. На побережье и в горных долинах расположены плантации каучуконосов.

## Климат
| Показатель           | Янв. | Фев. | Март | Апр. | Май | Июнь | Июль | Авг. | Сен. | Окт. | Нояб. | Дек. | Год |
| -------------------- | ---- | ---- | ---- | ---- | --- | ---- | ---- | ---- | ---- | ---- | ----- | ---- | --- |
| Средний максимум, °C | 32   | 34   | 35   | 34   | 32  | 31   | 31   | 31   | 31   | 31   | 30    | 31   | 32  |
| Средний минимум, °C  | 21   | 21   | 22   | 23   | 23  | 23   | 23   | 25   | 23   | 22   | 22    | 21   | 22  |
| Норма осадков, мм    | 5    | 2    | 6    | 19   | 24  | 24   | 25   | 29   | 32   | 32   | 24    | 11   | 238 |

## Административное деление
Провинция делится на 10 районов (ампхе), которые в свою очередь, состоят из 87 подрайона (тамбон) и 697 поселений (мубан):
| 1. Mueang Trang (малайск. Tarangue) 2. Kantang (малайск. Gantang) 3. Yan Ta Khao 4. Palian (малайск. Tanjong Setar) 5. Sikao | 1. Huai Yot 2. Wang Wiset 3. Na Yong 4. Ratsada 5. Hat Samran |